# David Lariño Nieto
David Lariño Nieto, Esteiro, Muros, Província de La Corunya, 22 de maig de 1989, és un jugador d'escacs espanyol, que té el títol de Gran Mestre des de 2013.
A la llista d'Elo de la FIDE del desembre de 2021, hi tenia un Elo de 2454 punts, cosa que en feia el jugador número 46 (en actiu) de l'estat espanyol. El seu màxim Elo va ser de 2521 punts, a la llista de maig de 2013 (posició 700 al rànquing mundial).

## Resultats destacats en competició
Lariño ha guanyat campionats estatals espanyols en pràcticament totes les categories per edats; el 1999 fou campió d'Espanya sub-10, el 2000 i 2001 campió d'Espanya sub-12, el 2003 campió d'Espanya sub-14, el 2004 i el 2005 campió d'Espanya sub-16 i el 2006 a Pontevedra fou subcampió d'Espanya d'escacs ràpids, empatat a punts amb el campió, Salvador Gabriel del Río El 2007 fou cinquè a Madrid (Torneig de Mestres de la Federació Madrilenya, el campió fou Renier Vázquez Igarza)
El 2008 va ser campió d'Espanya absolut, a Ceuta superant el GM Julen Arizmendi en una ajustada final, esdevenint així el primer gallec a guanyar aquest títol, i el segon jugador més jove de la història en fer-ho, per darrere d'Artur Pomar. Així mateix va guanyar el VIII Campionat d'Espanya individual obert, a Logronyo l'any 2008. El 2009 vencé a l'obert de Vitòria-Gasteiz.
El setembre de 2010 fou subcampió de l'Obert de Vallfogona de Balaguer amb 8½ punts d'11 (el campió fou Víktor Moskalenko).
Al 2020, durant els temps de la pandèmia del coronavirus, va participar en els shows de chess24 com La Liga del Barro.